# Bisbat de Nottingham
El bisbat de Nottingham (anglès: Diocese of Nottingham, llatí: Dioecesis Nottinghamensis) és una seu de l'Església Catòlica a Anglaterra, sufragània de l'arquebisbat de Westminster. Al 2016 tenia 160.000 batejats sobre una població de 4.535.000 habitants. Actualment està regida pel bisbe Patrick McKinney.

## Territori
La diòcesi comprèn els comtats anglesos de Nottinghamshire (llevat del districte de Bassetlaw), Leicestershire, Derbyshire, Rutland i Lincolnshire.
La seu episcopal és la ciutat de Nottingham, on es troba la catedral de Sant Bernabé.
El territori s'estén sobre 13.000 km², i està dividit en 108 parròquies, agrupades en 13 vicariats.

## Història
Nottingham va ser una de les dotze diòcesis angleses creades en la restauració de la jerarquia feta per Pius IX el 1850, que abasta els comtats de Nottingham, Leicester, Derby, Lincoln i Rutland. Aquests havien format part del Vicariat Apostòlic del Districte del Midland, quan, a petició del rei Jaume II en 1685, la Santa Seu va dividir Anglaterra en quatre vicariats: Londres, el Nord, el Midland i l'Occidental. Abans del 1840, quan el nombre de vicaris apostòlics es va incrementar de quatre a vuit, el districte de Midland estava format per quinze comtats.
El 1850, Nottingham tenia 24 missions permanents, moltes d'elles poc més que pobles. En la seva major part es van originar a partir de les capellanies que havien estat mantingudes per la noblesa catòlica, o havien estat fundades independentment per ells. Entre ells hi havia fonaments de diversos ordes religiosos. A Derbyshire, els jesuïtes van tenir missions a Chesterfield i Spinkhill, a Lincolnshire a Lincoln, Boston i Market Rasen. Els dominics es van establir a Leicester, els Pares de la Caritat van dur a terme diverses missions a Leicestershire, i els cistercencs van ocupar la seva recent fundada abadia Mount St Bernard al bosc de Charnwood.
Des de l'aparició dels jesuïtes a Anglaterra l'any 1580 a petició especial del doctor William Allen, havien fet molt per la seva tasca per mantenir viva la fe catòlica a la diòcesi de Nottingham. De les seves missions esmentades anteriorment, algunes van ser una de les primeres de la Companyia de Jesús d'Anglaterra que data d'uns tres-cents anys. Derby va ser inclòs al districte o al col·legi de la Companyia anomenat "Immaculada Concepció", fundat pel pare Richard Blount, cap a 1633, primer superior provincial de la província anglesa. Extingit durant molts anys, va ser parcialment ressuscitat en 1842 com Mount St Mary's College, quan la nova universitat i el convictus van ser establerts pel llavors provincial, el pare Randall Lythgoe.
Després de la Reforma, la província anglesa dels Frares Predicadors va deixar d'existir, fins que va ser ressuscitada a Bornem a Flandes per Philip Howard, posteriorment cardenal, que es va convertir en el primer prior dels dominics en 1675. La primera introducció dels dominicans anglesos de Bornem va ser a Hinckley, d'aquí que durant molts anys Leicester hi va haver servit per intervals. La seva missió a Leicester va ser posada en forma permanent en 1798 per la compra d'una casa del Pare Francis Xavier Choppelle. El priorat de la Santa Creu de Leicester va ser iniciat pel pare Benet Caestryck el 1815 i es va inaugurar el 1819. La dedicació sota el títol de Santa Creu va ser adoptada a causa de la celebrada relíquia de la Santa Creu portada des de Bornem.
Després de tres segles, el monestir de l'ordre cistercenc va ser ressuscitat a Anglaterra per la fundació de l'abadia del Mount St Bernard a Leicestershire, possible gràcies a l'assistència d'Ambrose Phillips de Lisle de Grace Dieu Manor, després de la seva conversió al desembre de 1825, va dedicar les seves energies a la difusió de la fe catòlica a Anglaterra pel restabliment al país de les institucions monàstiques. El 1835 va comprar al voltant de 227 acres (0,92 km2) de terreny silvestre sense cultivar en el bosc de Charnwood i el va cedir cistercians .
Començant amb un germà que vivia sol en una casa de camp de quatre habitacions, la comunitat va augmentar ràpidament, i es va erigir un edifici més gran, així com una petita capella, inaugurada pel doctor Walsh l'11 d'octubre de 1837. En poc temps això va resultar insuficient i John Talbot, 16è comte de Shrewsbury els va oferir £2.000, a condició que es construís un nou monestir, escollint per a aquest propòsit el lloc actual de l'abadia. Va ser construït a partir de dissenys d'Augustus Pugin. El 1848, mitjançant breu pontifici de Pius IX, el monestir del mont San Bernart va ser elevat a la dignitat d'abadia, i el pare Bernard, el primer abat mitrat a Anglaterra des de la Reforma, va ser consagrat el 18 de febrer de 1849.
En introduir els cisterciens a Anglaterra, de Lisle esperava que realitzessin treballs missioners i amb aquesta concepció havia construït tres capelles: at Grace-Dieu, Whitwick i a l'abadia. Sobre la puntuació de la seva regla, es van negar a fer-se càrrec permanentment de les missions. De Lisle llavors va decidir portar d'Itàlia els membres de l' Institut de la Caritat. Després de moltes negociacions amb el cap de l'ordre, el Pare Gentili va anar a Grace Dieu com a capellà. Aquest va ser el començament de la colonització dels Rosminians a la diòcesi. El 1841, el doctor Walsh els va fer càrrec de la missió secular de Loughborough, fundada el 1832 pel pare Benjamin Hulme. Els edificis eren massa petits per permetre un noviciat i una universitat pròpia que desitjaven establir. Per dur a terme aquest doble objecte, es van comprar prop de 9 acres (36.000 m2); la primera pedra dels nous edificis es va posar el maig de 1843 i el 1844 es va inaugurar la primera casa universitària i noviciat de l'institut a Anglaterra. Les Germanes de la Misericòrdia havien arribat a Nottingham el 1844, i el 1846 va ingressar al seu convent a prop de la catedral.
El primer bisbe de Nottingham va ser el Rev. Joseph William Hendren, OSF (nascut el 1792), consagrat el 10 de setembre de 1848, com a vicari apostòlic del Districte Occidental, transferit al bisbat de Clifton el 29 de setembre de 1850 i a Nottingham el 22 juny de 1851.
A causa de la mala salut, el Dr. Hendren va dimitir el 1853 i el Dr. Richard Roskell, nascut a Gateacre, prop de Liverpool, va ser succeït el 1817. Va ser enviat a l'Ushaw College i després a Roma, on va obtenir el títol i va ser ordenat el 1840. Va ser consagrat a la catedral pel cardenal Wiseman el 21 de setembre de 1853. Durant el seu episcopat es van fundar diverses missions als comtats de la diòcesi. A Lincolnshire, a través de la generositat de Thomas Arthur Young de Kingerby Hall, no només hi va haver una església i un presbiteri construït a Gainsborough i Grimsby, sinó que també l'orde premonstratenc es va tornar a introduir a Anglaterra a Crowle i Spalding. Thomas Young també va planejar construir una església a Lincoln, però no va ser fins a 1893 que es va obrir l'església de St. Hugh, Lincoln.
El 1874, a causa de la mala salut del doctor Roskell, el papa va nomenar al reverend Edward Gilpin Bagshawe de l'Oratori de Londres el seu coadjutor. El mateix any, el Dr Roskell va presentar la seva renúncia i el Dr Bagshawe va ser consagrat a l'Oratori de Londres el 12 de novembre de 1874. Es van obrir nombroses missions necessitades pel desenvolupament de la indústria minera durant la seva administració, i les comunitats de monges van introduir a la diòcesi, que ell Servit durant 27 anys. Va dimitir el 1901 i el 1904 va ser transferit a l'arquebisbat titular de Seleucia.
Robert Brindle, successor de Bagshawe, va néixer a Liverpool el 4 de novembre de 1837. El primer capellà catòlic romà a rebre la pensió per un servei distingit i meritori, així com ordres i medalles turques i egípcies, després de la seva jubilació de l'exèrcit el 1899, a petició del cardenal Herbert Vaughan, tercer arquebisbe de Westminster, va nomenar el seu ajudant i, amb la dimissió del Dr. Bagshawe, va rebre el seu breu per a la seu de Nottingham el 6 de novembre de 1901.
El 1910 hi havia a la diòcesi 32.000 catòlics; 84 seculars i 44 sacerdots regulars; 75 esglésies amb missions adjuntes, 31 sense missions; 6 convents per a homes i 9 per a dones.
El 1980, 16 parròquies van ser transferides a la diòcesi de Hallam; això va donar lloc a que assetlaw a Nottinghamshire i Chesterfield i parts del High Peak in Derbyshire deixaaren de formar part de la diòcesi.

## Casos d'abusos sexuals a la diòcesi
El 2014, el pare Francis Paul Cullen, de 85 anys, que havia servit de sacerdot a les parròquies d'Hyson Green i Mackworth i Buxton a la diòcesi, va admetre 21 càrrecs d'assalt sexual contra dues noies joves i cinc escolans. Va ser durant els viatges a Tenerife durant 20 anys. Els delictes es van produir durant un període de 34 anys des de 1957 fins a 1991 i van implicar nens de sis a setze anys. Un portaveu de la policia va dir que era "inconcebible" que Cullen no hagués abusat de més nens durant el seu temps com a sacerdot. Durant el cas del tribunal, la diòcesi va insistir que no hi havia registres de ningú que es queixés a l'Església en aquella època, però almenys una víctima va dir que els seus pares van informar l'abús a l'Església.
El 2011, el coordinador de salvaguarda diocesà va informar que durant l'any anterior havien tingut «12 noves preocupacions / al·legacions que calia abordar» i que va acollir amb satisfacció la retirada d'un esquema de prohibició i prohibició del govern.

## Cronologia episcopal
- Joseph William Hendren, O.F.M. † (22 de juny de 1851 - 23 de febrer de 1853 renuncià)
- Richard Butler Roskell † (29 de juliol de 1853 - 5 de juliol de 1875 renuncià)
- Edward Gilpin Bagshawe, C.O. † (12 d'octubre de 1874 - 18 de gener de 1902 renuncià)
- Robert Brindle † (6 de desembre de 1901 - 1 de juny de 1915 renuncià)
- Thomas Dunn † (3 de gener de 1916 - 21 de setembre de 1931 mort)
- John Francis McNulty † (13 de maig de 1932 - 8 de juny de 1943 mort)
- Edward Ellis † (18 de març de 1944 - 31 d'octubre de 1974 jubilat)
- James Joseph McGuinness † (31 d'octubre de 1974 - 7 de novembre de 2000 jubilat)
- Malcolm Patrick McMahon, O.P. (7 de novembre de 2000 - 21 de març de 2014 nomenat arquebisbe de Liverpool)
- Patrick McKinney, dal 14 de maig de 2015

## Estadístiques
A finals del 2016, la diòcesi tenia 160.000 batejats sobre una població de 4.535.000 persones, equivalent al 3,5% del total.
| any  | població | població  | població | sacerdots | sacerdots       | sacerdots       | sacerdots             | diaques | religiosos | religiosos | parròquies |
| ---- | -------- | --------- | -------- | --------- | --------------- | --------------- | --------------------- | ------- | ---------- | ---------- | ---------- |
| any  | batejats | total     | %        | total     | clergat secular | clergat regular | batejats por sacerdot | diaques | homes      | dones      |            |
| 1950 | 67.745   | 2.653.757 | 2,6      | 239       | 141             | 98              | 283                   |         | 196        | 418        | 90         |
| 1970 | 150.479  | 2.991.344 | 5,0      | 299       | 180             | 119             | 503                   |         | 176        | 489        | 122        |
| 1980 | 150.293  | 3.535.000 | 4,3      | 269       | 173             | 96              | 558                   |         | 128        | 449        | 132        |
| 1990 | 122.686  | 3.375.000 | 3,6      | 210       | 142             | 68              | 584                   | 2       | 95         | 336        | 116        |
| 1999 | 142.600  | 3.560.000 | 4,0      | 189       | 136             | 53              | 754                   | 14      | 70         | 231        | 113        |
| 2000 | 138.800  | 3.560.000 | 3,9      | 187       | 136             | 51              | 742                   | 14      | 67         | 230        | 113        |
| 2001 | 138.800  | 3.560.000 | 3,9      | 182       | 130             | 52              | 762                   | 27      | 67         | 225        | 113        |
| 2002 | 138.800  | 3.560.000 | 3,9      | 177       | 127             | 50              | 784                   | 26      | 65         | 204        | 113        |
| 2003 | 137.000  | 3.590.000 | 3,8      | 178       | 128             | 50              | 769                   | 26      | 64         | 190        | 112        |
| 2004 | 134.470  | 3.609.000 | 3,7      | 176       | 130             | 46              | 764                   | 26      | 58         | 189        | 112        |
| 2013 | 155.000  | 4.500.000 | 3,4      | 177       | 133             | 44              | 875                   | 40      | 54         | 40         | 108        |
| 2016 | 160.000  | 4.535.000 | 3,5      | 152       | 110             | 42              | 1.052                 | 45      | 51         | 40         | 108        |